# Staatspreis Unternehmensqualität

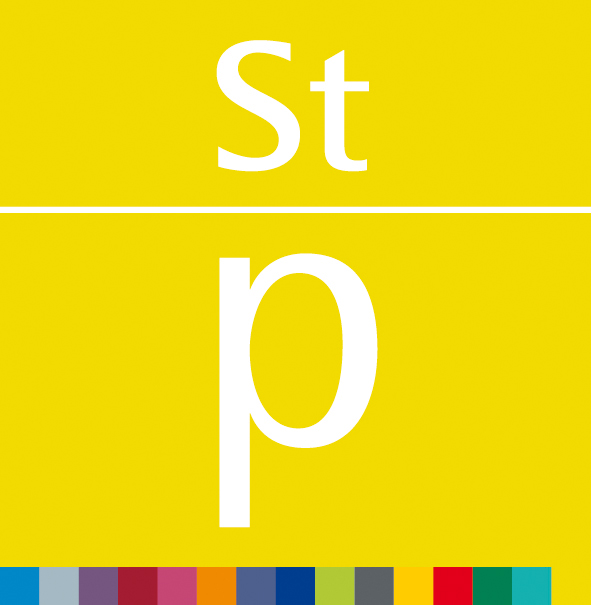
Logo des Staatspreises Unternehmensqualität

Der Staatspreis Unternehmensqualität (vormals Austrian Quality Award) wird seit 1996 jährlich in Zusammenarbeit des Bundesministeriums für Wirtschaft, Familie und Jugend mit der Quality Austria an österreichische Unternehmen im Profit- und Non-Profit-Bereich verliehen. Er zählt zur Gruppe der Staatspreise der Republik Österreich.

## Der Preis
Das übergeordnete Ziel des Staatspreises Unternehmensqualität liegt darin, Unternehmensqualität und Excellence in möglichst vielen Unternehmen und Organisationen Österreichs zu verankern, zu stärken und damit die Wettbewerbsfähigkeit weiterzuentwickeln. Österreichische Organisationen sollen auf ihrem Weg zu Excellence begleitet und unterstützt werden. Unter Excellence werden herausragende Vorgehensweisen in der Führung und die Erzielung herausragender Ergebnisse verstanden. Dabei werden die Erwartungen aller Interessengruppen (Eigentümer, Kunden, Mitarbeiter, Partner, Gesellschaft) berücksichtigt. 
Der Staatspreis Unternehmensqualität ist die offizielle nationale Auszeichnung für ganzheitliche Spitzenleistungen und prämiert die besonders erfolgreiche Umsetzung von „Excellence-Prinzipien“ und die damit erzielten Ergebnisse.
Im Staatspreis Unternehmensqualität wird, wie in allen anderen europäischen Ländern, nach dem EFQM-Modell bewertet.

## Kategorien
Die Auszeichnungen werden in folgenden Kategorien vergeben:
- Großunternehmen (mehr als 250 Mitarbeiter)
- Mittlere Unternehmen (51–250 Mitarbeiter)
- Kleine Unternehmen (5–50 Mitarbeiter)
- Non-Profit-Organisationen

## Auszeichnungen
In allen 4 Kategorien ermittelt die Jury, bei entsprechender Leistung der teilnehmenden Unternehmen und basierend auf der Bewertung durch die Assessoren, bis zu drei Finalisten.
Aus diesen Finalisten wird pro Kategorie ein Kategoriesieger geehrt. Die Kategoriesieger sind für den Staatspreis Unternehmensqualität nominiert. Aus den Nominierungen bestimmt die Jury den Gewinner Staatspreis Unternehmensqualität.
Darüber hinaus kann von der Jury, aufgrund hervorragender Leistungen zu einzelnen Aspekten des Bewertungsmodells, ein Sonderpreis vergeben werden. 
Aus allen teilnehmenden Unternehmen und Organisationen wird bei entsprechender Bewertung die Liste der exzellenten Unternehmen Österreichs erstellt.
Zusätzlich kann bei erreichter Punkteanzahl die Auszeichnung EFQM Recognised for Excellence beantragt werden sowie in weiterer Folge Ö-Cert.

## Bewertungsgrundlagen
Die Bewertung der Unternehmensqualität erfolgt nach dem unabhängigen EFQM-Modell und der RADAR-Logik. 
Das EFQM-Konzept kombiniert qualitative Aspekte der Unternehmensführung (Strategieprozesse, Prozesse der Leistungserstellung…)  mit den erzielten Erfolgen. Es verbindet schlüssig die Maßnahmen, die eine Organisation setzt, mit den erzielten Ergebnissen und zeigt damit rasch und nachvollziehbar Verbesserungspotenziale auf. Das EFQM-Konzept ist seit fast 20 Jahren erprobt und wird auch zur Ermittlung der besten Unternehmen Europas im EFQM Excellence Award herangezogen.

## Nutzen
Welchen Nutzen haben Bewerber?
Die teilnehmenden Organisationen sollen für einen überschaubaren Aufwand Folgendes erhalten:
- einen aktuellen Status zu den in der Organisation angewendeten Vorgehensweisen und erreichten Ergebnissen durch den am EFQM-Ansatz orientierten Fragebogen
- einen raschen und direkt nutzbaren Mehrwert durch den strategieorientierten Workshop, der vor Ort durch die Assessoren durchgeführt wird
- eine qualitative und quantitative Beurteilung zur Unternehmensqualität des bewerteten Unternehmens als wertvolle Außensicht
- eine mündliche und schriftliche Beurteilung der Stärken und Potenziale der wesentlichen Unternehmensbereiche
- zahlreiche Werbemöglichkeiten mit der Teilnahme am Staatspreis
- Ehrung bei der Staatspreisverleihung sowie die Nennung in den Medienaussendungen und Meldungen (für die top-platzierten Unternehmen)

Für das Jahr nach der Verleihung der Auszeichnung sind die Preisträger eingeladen, die gewonnenen Erfahrungen auf Konferenzen, Impulsveranstaltungen und Seminaren zu präsentieren.

## Preisträger (Auswahl)
- 2008 und 2011: Worthington Cylinders
- 2015: Kostwein Maschinenbau
- 2018: FunderMax
- 2019: BKS Bank
- 2019: VBV – Vorsorgekasse
- 2019: Landesklinikum Gmünd